# Perlomyia insularis
Perlomyia insularis är en bäcksländeart som först beskrevs av Zhiltzova 1975.  Perlomyia insularis ingår i släktet Perlomyia och familjen smalbäcksländor. Inga underarter finns listade i Catalogue of Life.